# François-Louis-Auguste Ferrier
François-Louis-Auguste Ferrier né le 18 avril 1777 à Paris (Île-de-France) et décédé le 11 janvier 1861 à Paris 8e (Seine) est un homme politique et économiste français.

## Biographie
Il est le fils de François Ferrier, bourgeois de Paris, et Jeanne Rosalie Leroy.
Entré en 1797 dans l'administration des douanes comme 1er commis à la Direction de Dunkerque, il est sous-inspecteur à Bayonne en 1802 puis inspecteur à Worms trois ans plus tard, puis en Toscane. En poste à Rome, il est nommé directeur général des douanes le 22 janvier 1812 à Paris. Sous la seconde Restauration, il est rétrogradé directeur des douanes à Dunkerque, et y reste 26 ans jusqu'en 1841.
Il publie en 1805 un ouvrage d'économie, complété et réédité par la suite, dans lequel il prend position pour le mercantilisme et le protectionnisme.
En 1830, il se présente dans le 1er arrondissement électoral du Nord face à au député sortant Benjamin Morel mais il n'est pas élu.
Président de la société d'agriculture de l'arrondissement de Dunkerque Président de la première section des wateringues, il œuvre pour le développement de la Flandre maritime et est responsable notamment des routes de Gravelines à Bourbourg et Gravelines à Cassel ainsi que du Pont de Saint-Folquin sur l'Aa, président du Conseil général du Nord en 1834 représentant les cantons de Bourbourg et Gravelines, il est nommé pairs de France le 25 décembre 1841. La révolution française de 1848, le rendit à la vie privée.
Il décède le 11 janvier 1861 chez lui au 9, rue Richepanse dans le 8e arrondissement de Paris entouré des soins de son épouse. Le conseil municipal de Dunkerque” a rendu hommage envers l’homme distingué dont il déplorait la perte et qui s’était signalé par les plus importants services rendus à ce pays “.

## Détail des fonctions et des mandats
Mandat parlementaire
- 25 décembre 1841 - 23 avril 1848 : Pairs de France.

Mandats locaux
- novembre 1833 - 20 août 1848[9] : Conseiller général des Cantons de Gravelines et Bourbourg[10]
- 1834 - 1838 et 1840 - 1845 : Président du Conseil général du Nord [11]

## Distinctions[12]
- Officier de la Légion d'honneur (par décret du 28 mai 1838).
  -  Chevalier de la Légion d'honneur ( (par décret du 28 novembre 1813).

## Œuvres
- Du gouvernement considéré dans ses rapports avec le commerce, Paris, Perlet, 1805